# Канка

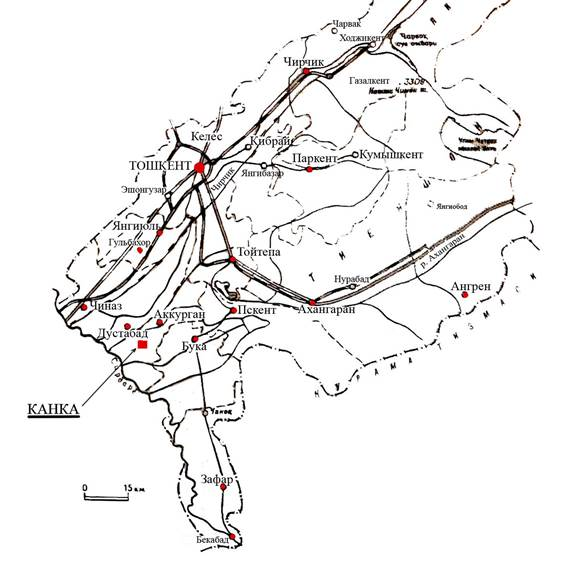
Карта Ташкентской области с расположением городища Канка.

Ка́нка — древнее городище в Аккурганском районе Ташкентской области Узбекистана, в 70 км к юго-западу от Ташкента, в юго-восточных окрестностях поселка Эльтамгали, на левом берегу протоки Карасу (старого русла Ахангарана), неподалёку от места впадения последнего в Сырдарью. Ближайший населенный пункт село «Корик» (бывший совхоз «Ленинизм»).
Это археологический памятник, руины одного из самых древних городских центров Ташкентского оазиса. Городище Канка – первая столица Ташкентского оазиса, один из крупнейших городских центров Трансоксании времён эпохи античности и средневековья. Город существовал с III в. до н. э. по XIII в. н. э.
Этимология топонима дискуссионна, существует ряд точек зрения. Еще в 30-е годы XX столетия М. Е. Массон высказал предположение о связи названия местности с упоминаемой в Авесте с Кангхой «высокой и священной» и столицей Афрасиаба, правителя Турана и противника иранского Кей-Хосрова. Но в итоге пришел к выводу, что название руин Канка – дань популярности эпоса Шахнаме.
Он же приводит местную традицию, которая связывала происхождение названия городища с собственным именем могущественного царя Канка (или Анка). Другая точка зрения отражает еще одну народную этимологию происхождения названия Канка от “қон”- “кровь” со значением “жертвенный”, “кровяной”.
Более поздние исследователи склонны видеть в названии городища следы исторических реалий — вхождения этой территории в государство Кангюй, упоминавшегося китайскими источниками II века до нашей эры. Предполагается, что именно здесь располагалась первая столица Шаша, бывшего в ту пору владением кангюев.
Отождествляется с Антиохией Заяксартской (античных источников), Юни (китайских хроник) и Харашкетом (средневековых дорожников и географических сочинений).
По мнению некоторых археологов, городище Канка является руинами городской цитадели Антиохии Заяксартской — города, основанного в III до н. э. на правобережье Яксарта (древнее название реки Сырдарьи) у места слияния рек Сырдарьи и Ахангарана греческим военачальником Демодамом во время похода против заречных саков (скифов) и названный в честь царя Антиоха, так как наиболее ранние находки, найденные там, датируются III веком до н. э.
В Средние века это городище было известно под названием Харашќет. По мнению средневекового историка Абдул-Касима Ибн-Хаукаля, Харашкет являлся вторым по величине городом после Бинкета в местности Шаша.

## Историческая справка

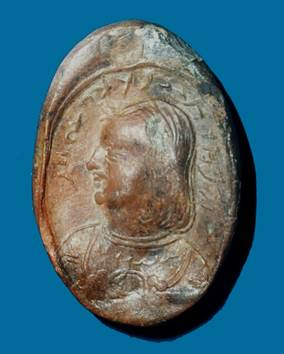
Булла из храма

Городище условно принято в настоящее время считать Антиохией Заяксартской, так как она подходит под свидетельство древних историков о том, что вскоре после распада империи Александра Македонского правитель этой части империи — греко-бактрийского царства Антиох послал своего полководца Демодама в поход на заречных саков (скифов), то есть в поход на правобережье Яксарта (Сырдарьи), где он и основал город и заложил святилище Аполлона. То есть нижние слои городища III века до н. э. подходят под поход Демодама по времени, и по размерам городища.
Другие античные авторы, обращаясь к теме борьбы Александра Македонского с заречными саками, вскользь отмечают наличие оседлого населения. Так, Арриан от имени скифов-послов к Александру сообщал, что население, живущее за рекой, состоит из скифов (кочевников) и варваров. В терминологии греков под этим подразумевалось негреческое оседлое населения. О том же писал римский историк Квинт Курций Руф (I—II вв. н. э.), что во время борьбы Александра с саками скифы обитали севернее, а области, обращённые к Танаису (Сырдарье) не лишены культуры, то есть имеют города и селения. Немаловажно и то, что к III в до н. э. относится сообщение об Антиохии Заяксартской, городе который локализуется исследователями на месте городища Канка.

Это событие связывается с походом за Сырдарью в качестве разведки и демонстрации военной силы селевкидского полководца Демодама в 293 г до н. э. Он договорился об установлении и не нарушении границ между селевкидскими владениями и скифами и в знак этого воздвиг алтарь Аполлону Дедимийскому. Кроме этого Демодам назвал заново укреплённый город Антиохией, в честь Антиоха I Сотера, правителя верхних (то есть восточных) сатрапий, сына Селевка I и Апамы, дочери Спитамена. Возможно, следы этого события прослеживают в более позднем названии города, известного по арабским дорожникам и географическим сочинениям как Харашкет, то есть «Город Царской благодати» или «Царский город».

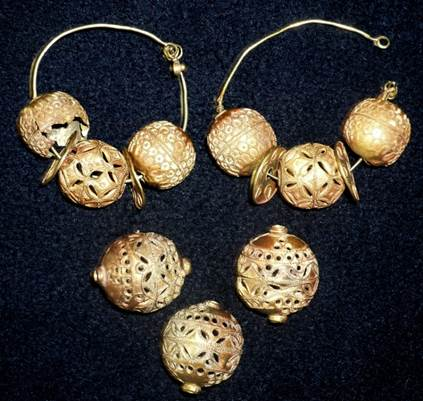
Золотые украшения (височные кольца) из рабада.

В 1966 г. городище было осмотрено Чаткало-Кураминским археологическим отрядом.
В 1969—1972 гг. на городище велись раскопки отрядом Гос. Управления охраны памятников материальной культуры (К. Абдуллаев).
С 1974 г. городище изучается институтом археологии АН РУз (один из его базовых объектов).
В 2007—2008 и 2012 гг. небольшие работы проводились кафедрой археологии Национального Университета. Городище имеет важное научное значение, изучение его продолжается, но уже сейчас оно является уникальным историко-культурным памятником региона и вполне может использоваться как объект туристических экскурсий по истории края.

## Описание городища

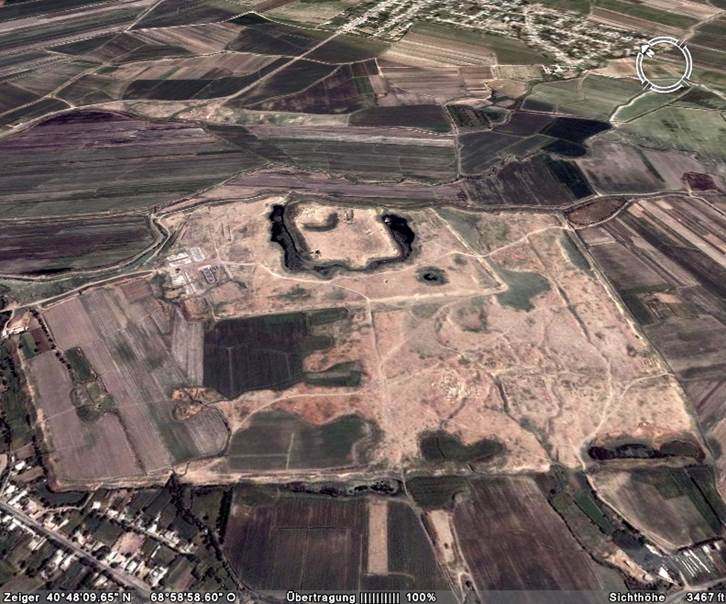
Городище Канка с высоты птичьего полета. На переднем плане обвод крепостных стен шахристана III, на заднем плане — цитадель и шахристан I.

Городище было изучено и описано экспедицией под руководством академика Юрия Бурякова. Было установлено, что на месте городища в конце IV века до нашей эры существовал город. Его остатки с тремя рядами стен, окружающих площадь в 160 гектаров, сохранились среди полей.
Традиционно среднеазиатские города состоят из трех составных частей — цитадели, шахристана (собственно городской территории) и пригорода-рабада. Но особенностью Канки является то, что в плане она включает три городских территории шахристанов, как бы вписанных друг в друга, каждая из которых с трех сторон была окружена мощными оборонительными системами. С четвертой стороны их общей границей был высокий берег реки, вдоль которого также проходила стена.
Общая площадь городища — около 500 гектаров. Оно выглядит как большой холмистый массив, в дальнем конце которого возвышается на пятьдесят метров конический холм — бывшая цитадель. Помимо цитадели имеется ещё три кольца внешних стен. Произведенные раскопки показали, что древнейшими являются стены третьего шахристана, а не внутреннего, как можно было бы предположить, исходя из логики, что город постепенно разрастался и опоясывался новым и новым кольцом стен.

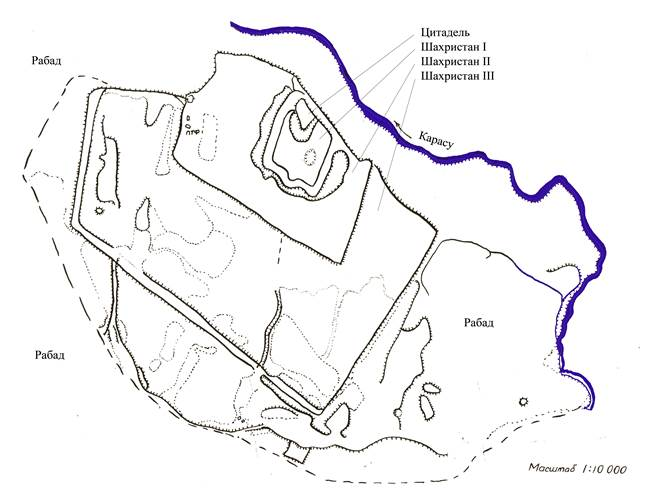
План городища Канка.

Сама цитадель дополнительно была защищена серповидным рвом, настолько глубоким, что его по сей день заполняют грунтовые и дождевые воды, отчего в настоящее время вокруг остатков цитадели образовалось непроходимое болото. Единственная имеющаяся дорога к вершине холма (остаткам цитадели) начинается с узкого перешейка и далее поднимается по крутым склонам холма геометрически правильной спиралью.
На вершине холма сохранились остатки четырёх башен и храма религии ариев. В храме некогда поддерживался священный огонь, который никогда не гасился. На территории городища найдены терракотовые статуэтки богини плодородия Анахиты и фигуры животных — вепря и баранов. Фигура барана по мнению историков — это символическое изображение животворящей силы Солнечной Благодати — Фарна. Фигурка вепря возможно связана с культом скифского божества Веретранга, сопровождающего и защищающего солнечного всадника Митру.
За долгое время существования шахристана I накопились культурные наслоения 20-метровой толщины. Стратиграфический раскоп в северо-западном углу шахристана выявил, что уже на раннем этапе внутригородская застройка почти вплотную примыкала к крепостной стене и состояла из полуземлянок. Затем её сменили капитальные наземные дома. Фортификация шахристана I возведена по всём правилам античной военной традиции с двойной крепостной стенной, с башнями и бойницами, с двухъярусным внутристенным коридором. С внешней стороны основание стены было укреплено выносной стеной бермой, препятствовавшей подводу осадных и стенобитных машин противника. Самые ранние строительные горизонты датируются концом IV—II до н. э. Причём в керамическом комплексе из землянок преобладает посуда, изготовленная профессионально, на гончарном круге и обнаруживающая аналогии среди керамики Согда этого периода. Необычным кажется, на первый взгляд, такое сочетание капитальной развитой крепостной фортификации, ремесленной керамики и жилья в виде землянок. Однако жильё в виде землянок известно на поселениях греко-бактрийского времени (III—II в. до. н. э.) в Кашкадарье.

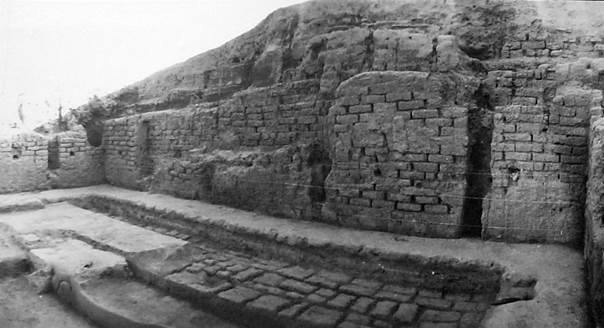
Раскопки храма V—VI вв. со следами землетрясения.

Схожая ситуация — сочетание фортификации, землянок и керамики, свидетельствующей о развитом профессиональном гончарном производстве, наблюдается в греческих городах Причерноморья в IV—II вв. до н. э. в контактной зоне скифского населения и греков-колонистов. Примечательно в этом плане замечание греческого географа Клавдия Птолемея (II в н. э.), что саки, обитающие по Яксарту (Сырдарье) живут в пещерах. Под последними он, скорее всего, подразумевал землянки. 